# Arnold Rubin
Arnold Gary Rubin (* 24. Juli 1937; † 19. April 1988) war ein US-amerikanischer Professor für Kunstgeschichte an der University of California und Tattoo-Forscher.

## Leben
Arnold, der 1937 im Südwesten von Virginia geboren wurde, studierte an der Indiana University Afrikanischer Kunstgeschichte und wurde dort auch promoviert. Er gründete ein Graduiertenkolleg in African Art und etablierte sich als bedeutender Gelehrter für die Kunst des Benue River Valley in Nigeria, wo er vier Jahre verbrachte – 1964–66 und 1969–71. Bis zu seinem Ableben hatte er zahlreiche Artikel über die nigerianische Kunst veröffentlicht, war als beratender Redakteur afrikanischer Kunst tätig, plante mehrere Ausstellungen im Museum für Kulturgeschichte und hatte den Arts Council der African Studies Association gegründet.
Im Laufe seiner Lehrjahre an der University of California bildete Arnold eine Reihe von Diplomanden in afrikanischer Kunst aus, von denen einige eigene institutionelle Positionen erlangten, sowie mehrere Studenten, die sich mit präkolumbianischer oder indianischer Kunstgeschichte befassten. 

## Tattoo-Forschung
Eine spätere Generation von seinen Studenten unterstützten Arnold dabei, die Kunst des Tätowierens zu erforschen. Auf der Tattoo-Convention des National Tattoo Club of the World vom 23. bis 25. März 1979 im Cosmopolitan Hotel in Denver (Colorado), traf er u. a. auf Don Ed Hardy, Manfred Kohrs, Horst Streckenbach und David Yurkew. Er hielt auf dieser Convention, zusammen mit seinem Kollegen Jan Stussy, einen ausführliche Vortrag. 1982 organisierte Rubin auf dem Campus in Westwood eine Tattoo-Party. Einige Kollegen, zahlreiche Künstler und Wissenschaftler nahmen an seinem großen Symposium über Körperveränderungen an der University of California im Jahr 1983 teil. Die von Arnold herausgegebenen Arbeiten dieses Symposiums, die einen Aufsatz von ihm enthalten sind, wurden 1988 posthum unter dem Titel Marks of Civilization veröffentlicht.

## Publikationen (Auswahl)
- African accumulative sculpture : power and display. SUDOC (Frankreich)
- Black Nanban : Africans in Japan during the sixteenth century. Koninklijke Biblioteek (Niederlande), SUDOC (Frankreich), Library of Congress/NACO
- Figurative sculptures of the Niger River Delta exhibition. SUDOC (Frankreich), Koninklijke Biblioteek (Niederlande), Forest Lawn Library of Congress/NACO
- Observations and interpretations : 2000 years of Nigerian art. Koninklijke Biblioteek (Niederlande), Library of Congress/NACO
- Prologue to art history in plateau state. Koninklijke Biblioteek (Niederlande)
- Sculpture of Black Africa. Paul Tishman Collection Bibliothèque nationale de France Koninklijke Biblioteek (Niederlande), NUKAT (Polen), Biblioteca Apostolica Vaticana Biblioteca Nacional de España SUDOC (Frankreich), Library of Congress/NACO
- The art of power, the power of art. Studies in Benin iconography
- The tattoo renaissance. Regents of the University of California 1988.
- Mit Zena Pearlstone: Art as technology : the arts of Africa, Oceania, Native America, Southern California. Hillcrest Pr 1989, ISBN 0-914-5890-40.
- Marks of civilization : artistic transformations of the human body. Museum of Cultural History 1988, ISBN 0-930-7411-29.